# جشنواره بین‌المللی تئاتر کردی
جشنوارهٔ بین المللی تئاتر کُردی مهم‌ترین جشنوارهٔ تئاتر مناطق کردنشین ایران است که از سال۱۳۷۸ تاکنون، در آذر ماه هر سال با حضور گروه‌های حرفه ای تئاتر از مناطق مختلف ایران و همچنین خارج از ایران، در شهر سقز، استان کردستان برگزار می‌گردد. تاکنون ۱۹دوره از این جشنواره برگزار شده‌است که آخرین آن در تاریخ ۲۹بهمن ماه  تا ۳ اسفند ماه سال ۱۴۰۳ بوده است. این جشنواره توسط وزارت فرهنگ و ارشاد اسلامی برگزار می‌شود.

## تاریخچه و فعالیت
جشنواره تئاتر کردی از ابتدای دهه هفتاد شمسی پایه گذاری شد و با رفع مشکلات مختلف سر راه اجرا، از اواخر این دهه شروع به فعالیت نمود. با برگزاری دوره های مختلف این جشنواره در نهایت در بین اقشار مختلف مردم در استان های کردنشین و نیز در بین هنرمندان تئاتر ایران به جایگاه شناخته شده ای ارتقاء یافت. نخستین دوره‌ی جشنوارهٔ تئاتر کردی در سال ۱۳۷۸ و آخرین دوره آن در سال ۱۳۹۸ برگزار شد.
در حال حاضر بیش از بیست سال از برگزاری نخستین دوره جشنواره تئاتر کُردی سقز می گذرد و اجرای این رویداد فرهنگی و هنری در طول این سال ها با فراز و نشیب های زیادی همراه بوده است. بعد از برگزاری ۶ دوره آن طی سال های ۷۸ تا ۸۳، روند برگزاری آن متوقف شد ولی از سال ۸۷ دوباره برگزاری این رویداد فرهنگی و هنری آغاز و تا سال ۹۰ نیز ادامه یافت سپس تعطیل و از سال ۹۳ یازدهمین دوره این جشنواره برگزار شد و تا سال 98 شانزدهمین دوره این جشنواره برگزار گردید. برای برگزاری هفدهمین دوره جشنواره، بعد از رفع بیماری همه گیر کرونا نیاز به اختصاص ردیف بودجه از طرف وزارت فرهنگ و ارشاد اسلامی می باشد.

## جوایز جشنواره[۱۰]
- تندیس جشنواره
- جایزه ویژه کارگردانی
- جایزه ویژه بازیگری مرد
- جایزه ویژه بازیگری زن
- جایزه ویژه طراحی صحنه
- جایزه ویژه طراحی پوستر
- جایزه ویژه موسیقی
- لوح تقدیر و جوایز نقدی

## نتایج دوره های اخیر جشنواره

### هفدهمین دوره جشنواره
در این دوره ۴۰ اثر شامل ۲۱ اثر خارجی و ۱۹ اثر داخلی به دبیرخانه جشنواره هفدهم ارسال شده بود که هیئت بازبین ۱۰ نمایش را برای بخش رقابت انتخاب نمودند. این دوره با توجه به همه گیری بیماری کرونا با تاخیر برگزار گردید. هفدهمین دوره جشنواره که قرار بود آذر ماه سال ۱۴۰۰ برگزار شود چندین مرتبه به دلیل شیوع کرونا تغییر کرد و در نهایت روز ۲۳ اردیبهشت سال ۱۴۰۱ با اجرای نمایش "دیوار" کار خود را آغاز کرد.
در این دوره بهروز غریب پور از سنندج، حمیدرضا نعیمی از ایلام و گوران علی از سلیمانیه اقلیم کردستان عراق داوری جشنواره را بر عهده داشتند.
در این دوره نمایش‌های «سیاساڵ» و «ئاژەڵ» برای معرفی بە جشنواره‌های ملی و بین‌المللی برگزیده شدند:
- جایزه ویژه رشته طراحی صحنه: تندیس جشنواره، دیپلم افتخار و جایزه نقدی به طراحان صحنه نمایش «ئاژەڵ» و لوح تقدیر به افشین خدری در نمایش «هاری»[۱۵]
- جایزه ویژه موسیقی: تندیس جشنواره، دیپلم افتخار و جایزه نقدی به میرزا متین برای آهنگساز نمایش «مه‌م و زین» و لوح تقدیر و جایزه نقدی به کوشا نجارزاده برای آهنگسازی نمایش «سیاساڵ»
- جایزه ویژه نمایشنامه‌نویسی: تندیس جشنواره، دیپلم افتخار و جایزه نقدی پرویز احمدی نویسنده نمایش «سیاساڵ» و لوح تقدیر و جایزه نقدی به هادی بهرامی نویسنده نمایش «جرئت و حقیقت»
- جایزه ویژه بخش کارگردانی: تندیس جشنواره، دیپلم افتخار و جایزه نقدی فرزاد حسن‌میرازیی برای کارگردانی نمایش «ئاژەڵ» و لوح تقدیر و جایزه نقدی به پرویز احمدی کارگردان نمایش «سیاساڵ»[۱۶]
- جایژه ویژه بازیگری زن: تندیس جشنواره، دیپلم افتخار و جایزه نقدی به سمانه میرزایی در نمایش «دورترین شاری جیهان» و لوح تقدیر و جایزه نقدی به صورت مشترک به نرمین صلاحی بازیگر نمایش‌های «جرئت و حقیقت» و آذین حاجی‌میرزایی در نمایش «هاری»[۱۶]
- جایزه ویژه بازیگری مرد: تندیس جشنواره، دیپلم افتخار و جایزه نقدی به عزیز سعیدنژاد در نمایش «ئاژەڵ» و لوح تقدیر و جایزه نقدی به صورت مشترک به داریوش رفعتی در نمایش «سیاساڵ» و «فرمان محمود» در نمایش «گێژەن»[۱۵]

### شانزدهمین دوره جشنواره[۱۷]
در این دوره ۹ گروه تئاتر داخلی و دو گروه تئاتر خارجی آثار خود را به نمایش گذاشتند. نمایش «ئه‌رکی نیشتمانی داهولیک» از ترکیه به کارگردانی اوزل تونجای و همچنین نمایش «باوک» از سلیمانیه اقلیم کردستان عراق به کارگردانی صدیق عزیز باوان در این جشنواره به عنوان گروه های خارجی حضور داشتند.
- جایزه ویژه کارگردانی به «صدیق عزیز» برای نمایش باوک از سلیمانیه[۱۹]
- جایزه ویژه بازیگری زن به خانم «خه رمان» برای ایفای نقش در نمایش باوک از سلیمانیه
- جایزه ویژه بازیگری مرد به «اوزل تونجای» برای ایفای نمایش گزارش به آکادمی از استانبول ترکیه
- جایزه ویژه بازیگری مرد به «شه مال عبه ره ش» برای ایفای نمایش در باوک از سلیمانیه عراق
- جایزه ویژه بازیگری مرد به «پیمان باباییان» برای ایفای نمایش در افسانه ببر از مهاباد

### پانزدهمین دوره جشنواره
این دوره از تاریخ ۷ تا ۱۱ آذر ۱۳۹۷ برگزار شد و دبیر این دوره از جشنواره قطب الدین صادقی بود. در این دوره ۶۹ گروه نمایشی متن نمایش و سی دی اجرای خود را به دبیرخانه این دوره از جشنواره تئاتر کوردی سقز ارسال کردند که از بین آثار رسیده ۱۴ نمایش از کشورهای سوریه، کردستان عراق و کردستان ترکیه به دبیرخانه جشنواره بود
آثار برگزیده توسط هیئت داوران:
- «کچه سه تلیکه» به کارگردانی فاتح بادپروا از مریوان
- «هه ناری» به کارگردانی قطب الدین صادقی از سنندج
- «هه موومان باشین» به کارگردانی سامان مهران و فرزاد حسن میرزایی از بانه
- نمایش «به ر ده رگای جه هنم» از سلیمانیه اقلیم کردستان عراق

## گالری

تصاویری از جشنواره شانزدهم
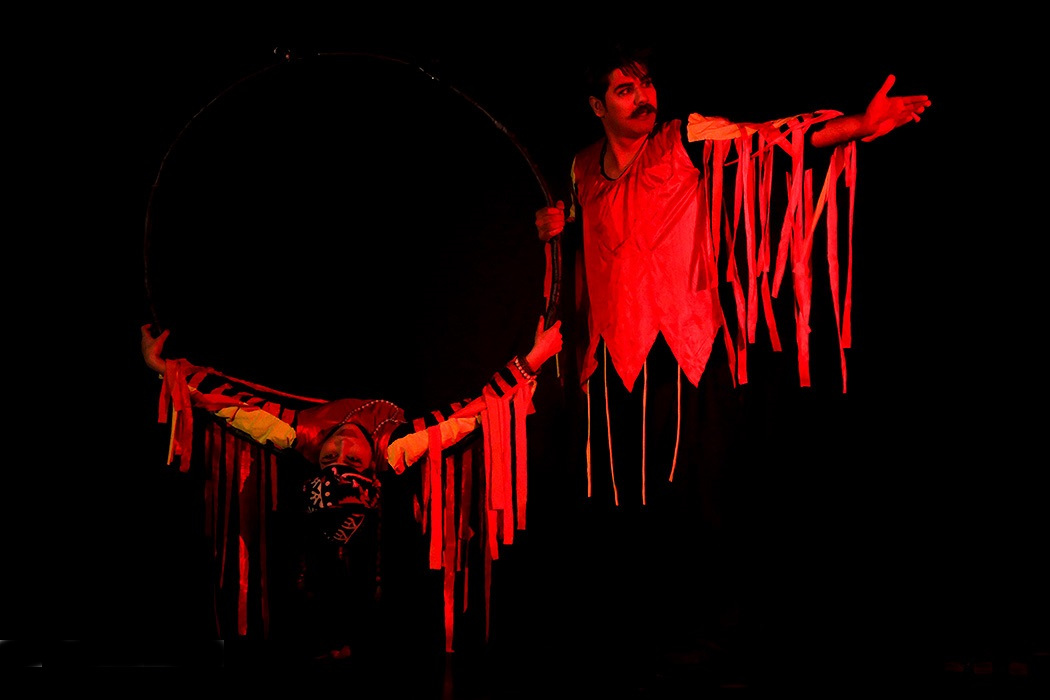
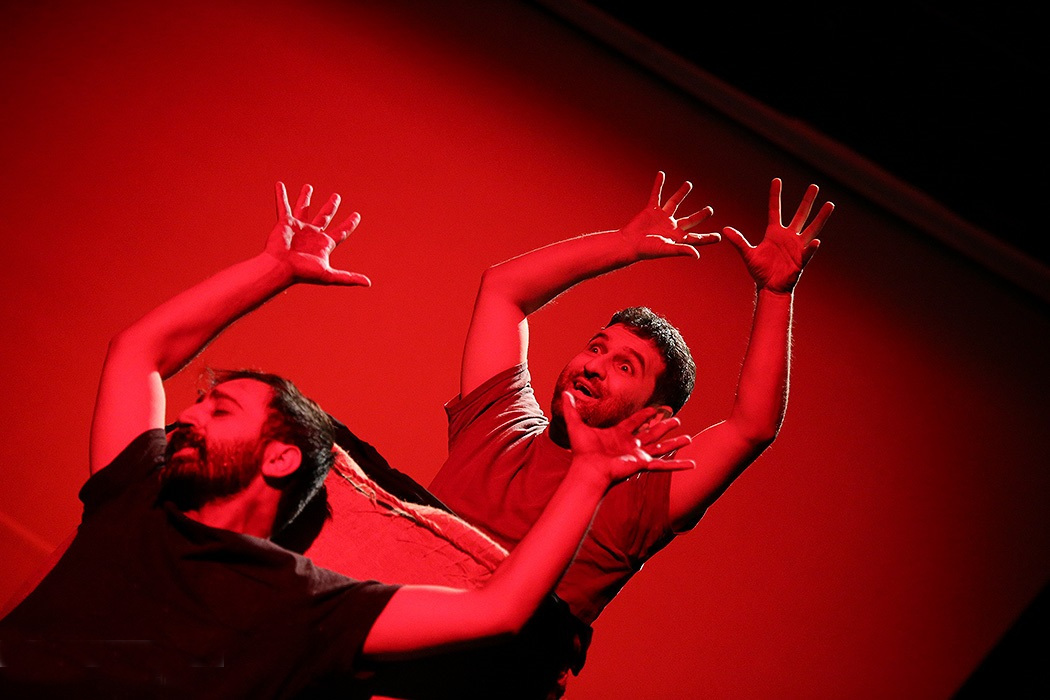
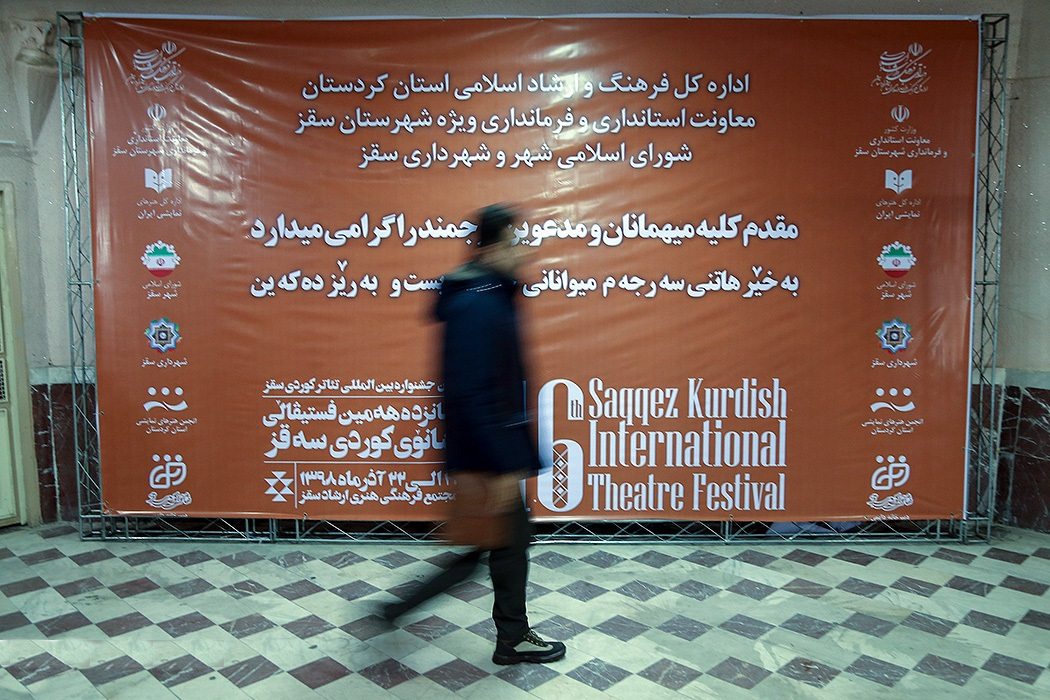
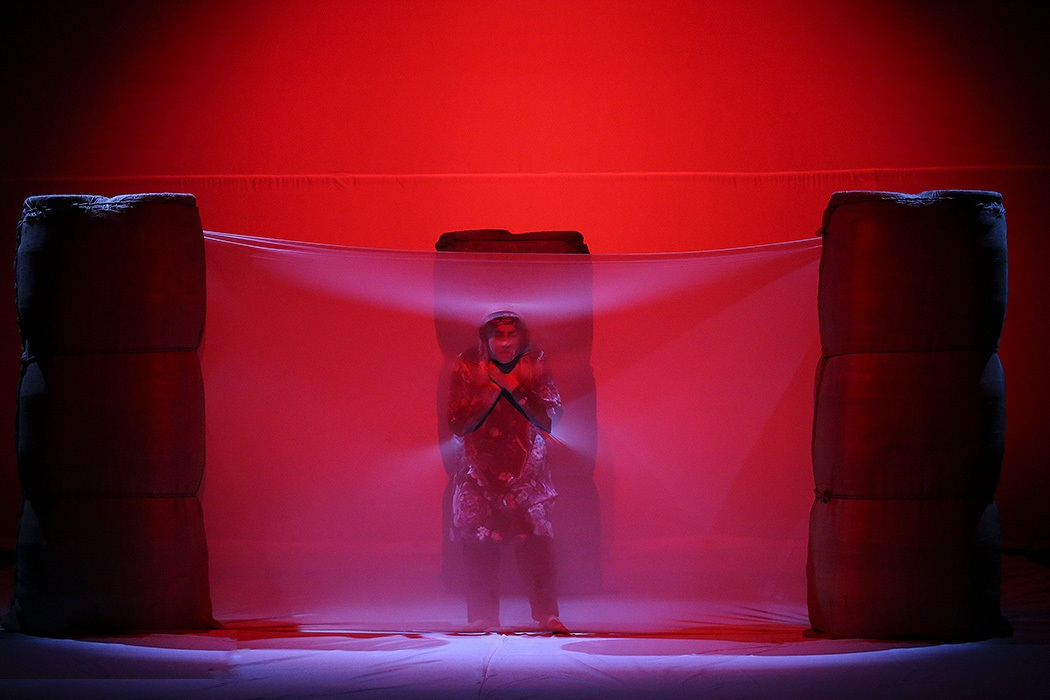
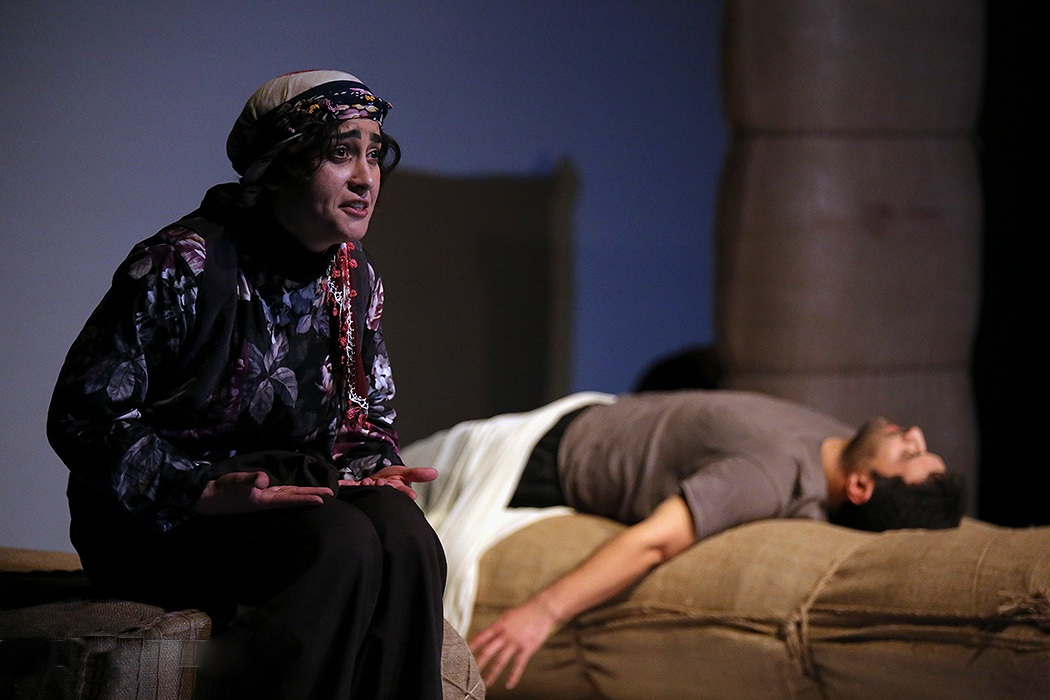
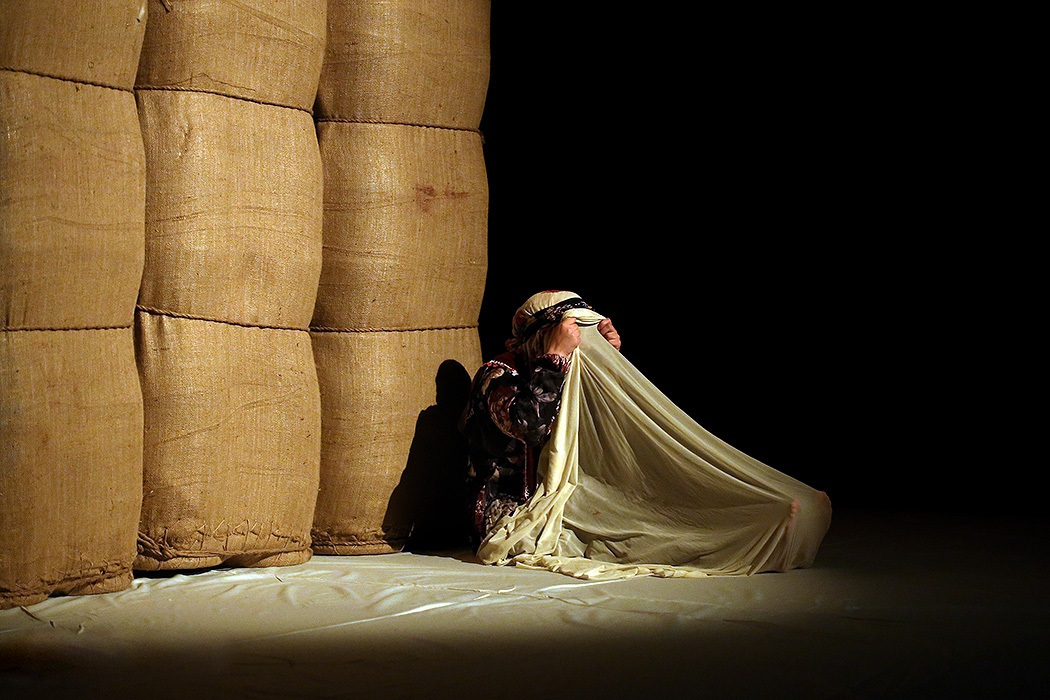
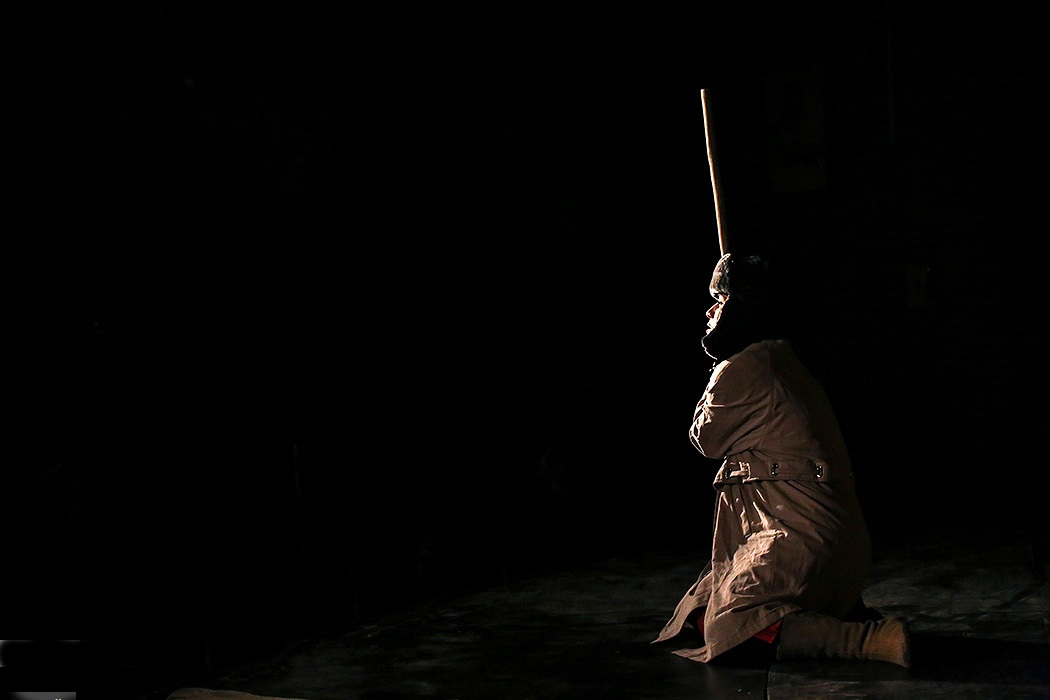
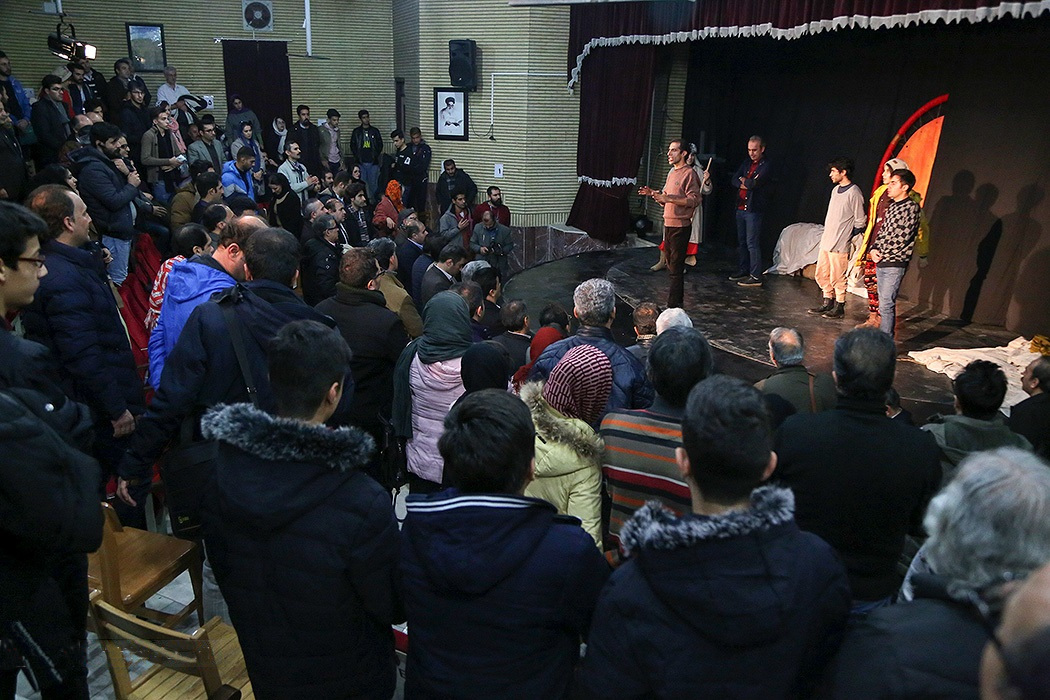

تصاویری از جشنواره یازدهم
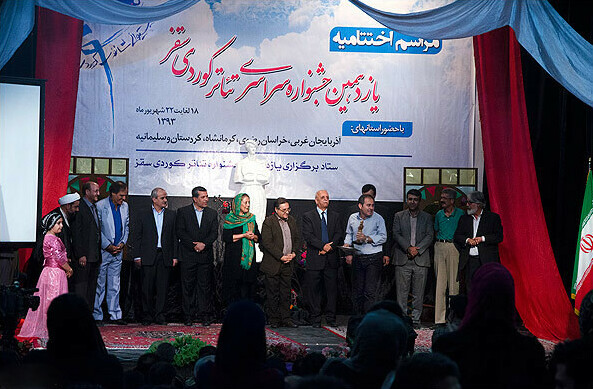
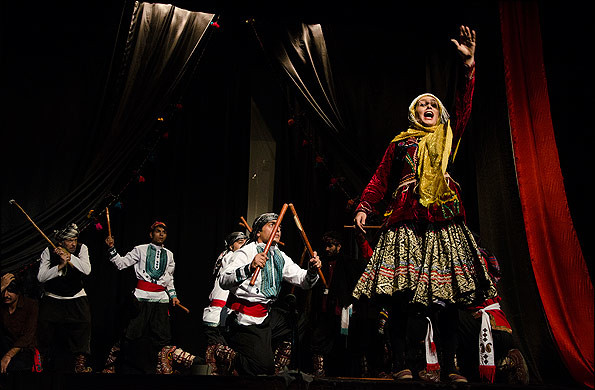
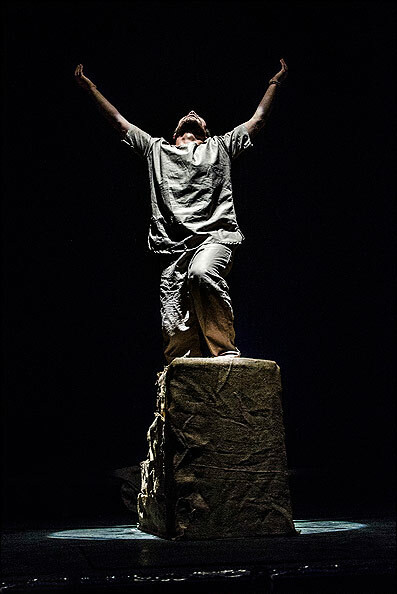
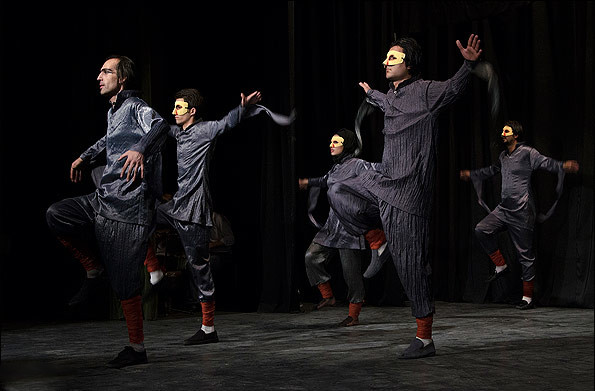